# Ariolica khasiana
Ariolica khasiana är en fjärilsart som beskrevs av Embrik Strand 1917. Ariolica khasiana ingår i släktet Ariolica och familjen trågspinnare. Inga underarter finns listade i Catalogue of Life.